# Musée aéronautique Presqu'Île Côte d'Amour
Le Musée Aéronautique Presqu'Île Côte d'Amour (MAPICA) est un musée aéronautique privé fondé en 1980. Il se trouve sur l’aérodrome de La Baule-Escoublac (Loire-Atlantique) en France.

## Avions exposés
- Starck-Nickel SN-01[3] : avion de tourisme français conçu par André Starck.
- Starduster ou Acroduster[3].
- SAL Bulldog[3],[4] : avion d'entraînement anglais
- Caudron-Renault C-275 Luciole[1],[2],[3],[4],[5] : avion de tourisme biplan français de l'entre-deux-guerres
- Gardan GY-80[4] « Horizon »[3] : avion de tourisme français
- Mauboussin Corsaire[3],[4]
- Morane-Saulnier MS.317[1],[3],[4] : avion d'entraînement français de l'entre-deux-guerres, monoplan à aile parasol
- Nord 1101 Noralpha[3] : avion de liaison français
- Nord 1203 Norécrin[3],[4] : avion de liaison français
- Piper J3[2],[3],[4] : avion d'observation américain de la Seconde Guerre mondiale[5]
- Henri Mignet Mignet HM-293[3] Pou-du-ciel : ULM français bimoteur
- Sipa 901[2],[4] : avion d'entraînement français
- North American NA-64 « Yale » : avion d'entraînement américain de la Seconde Guerre mondiale

## Moteurs exposés
- Atar 101
- Turbomeca Astazou II
- Pratt & Whitney R-985-N-4 Wasp Junior
- Hirth Nabe